# Antonio López y López
Antonio Víctor López López de Lamadrid (Comillas, 12 de abril de 1817-Barcelona, 16 de enero de 1883) fue un empresario, negrero, banquero, y senador español conocido por su título nobiliario de marqués de Comillas concedido por Alfonso XII en 1878.

## Biografía

### Familia y primeros años
Fue bautizado en la villa de Comillas como Antonio Víctor López López de Lamadrid, segundo hijo de Santiago López Ruiz del Piélago y de Antonia López de Lamadrid Fernández, ambos de familias hidalgas pero con escasos recursos económicos, el primero natural de Ruiloba y la segunda de Comillas. Tuvo tres hermanos llamados Genara, Claudio y Fernando. Su padre murió estrangulado en Cádiz en 1819, cuando Antonio tenía seis años de edad, dejando a su viuda al cuidado de tres hijos y obligándola a trabajar para el sustento de su familia, por lo que entró como lavandera al servicio de los Fernández de Castro, rica familia de Comillas.
Siendo todavía un niño, Antonio López marchó a Lebrija, donde se empleó en el negocio de una prima de su madre. Sin embargo, su estancia en Lebrija no pasó de ser una experiencia efímera.

### Viaje a Cuba
Según el archivo de la familia Fernández de Castro, Antonio López se vio envuelto en una reyerta callejera con unos malandrines. El documento dice así:

Perseguido por la justicia, acudió el muchacho a D. Ignacio [Fernández de Castro], que lo conocía desde niño por ser su madre lavandera de la casa, y muy apreciada por los señores, confiándole sinceramente el peligro en que se veía. D. Ignacio que sabía muy bien que era bueno el mozo mandó enganchar en el acto su coche y montando en él con Antonio, salió a toda prisa camino de Santander, donde una de sus fragatas estaba a punto de zarpar para Cuba. Presentó el mozo al Capitán, encargándole con gran empeño que lo tuviese bien escondido hasta salir de las aguas jurisdiccionales y que lo llevase a América.

De este modo abandonó la península en 1831 con catorce años, con rumbo a Cuba, estableciéndose en Santiago de Cuba donde abrió un baratillo o tienda de toda clase de géneros de inferior calidad. Lo hizo en los bajos de un edificio propiedad de un comerciante catalán llamado Andrés Bru Puñet, a quien alquiló el local en marzo de 1844.

### Matrimonio
En mayo de 1848, sin embargo, Antonio López dejó por un tiempo Cuba para regresar a España. El propósito de este viaje era el de casarse con la hija de su casero, Luisa Bru Lassús. Enriquecida en Santiago, la familia Bru había regresado poco antes a Cataluña, instalándose en Barcelona. López tuvo que ir, por lo tanto, a dicha ciudad si quería convertir su principal deseo en realidad. Y así fue, la boda tuvo lugar en la ciudad catalana, en noviembre de 1849. Un enlace que, al novio, le sirvió para colmar algunas necesidades. Cuando su fortuna prosperó, compró el Palacio Moja de Barcelona, estableciéndose como residencia familiar y eje por el que se controlaban muchas de sus empresas. De este enlace nacieron cuatro hijos:
- Luisa Isabel López Bru, nacida en Santiago de Cuba el 20 de noviembre de 1850. Primogénita de la familia, contrajo matrimonio con el industrial Eusebi Güell i Bacigalupi, primer conde de Güell, dando lugar a una importante saga de empresarios catalanes. De ella descienden también todos los últimos marqueses de Comillas, puesto que fue la única de los cuatro hermanos que tuvo descendencia.
- Antonio López Bru, nacido en Santiago de Cuba el 2 de noviembre de 1851. Era el destinado heredar la fortuna familiar y a suceder a su padre en las empresas. Sin embargo, murió inesperadamente en 1876.
- María Luisa López Bru, nacida en Santiago de Cuba en 1852, contrajo matrimonio con el comerciante y socio de su padre Joaquín del Piélago y Sánchez de Movellán. No tuvieron descendencia puesto que Luisa falleció tres meses después del enlace.
- Claudio López Bru, segundo marqués de Comillas, nacido en Barcelona el 14 de mayo de 1853, fue el sucesor y heredero de su padre en la fortuna familiar y en la dirección de las numerosas empresas tras la muerte de su hermano Antonio.

### Negocios
Tras su matrimonio recibió, por un lado, la dote de su mujer; una dote que pudo invertir en sus iniciativas empresariales cubanas. Su suegro, además, quiso comprometer una parte de sus capitales financiando, como socio comanditario, las empresas de López en la Isla, confiándole además, a sus dos jóvenes hijos, a quienes el de Comillas empleó en sus negocios cubanos (tráfico de personas).
Al poco de casarse Antonio López regresó, junto a su mujer, a Santiago de Cuba, donde pudo desarrollar una ingente actividad empresarial, a partir, sobre todo, de la sociedad Antonio López y Hermano. Con la colaboración de su hermano Claudio López y de otros socios, como Patricio Satrústegui, López impulsó nuevas iniciativas desde Santiago de Cuba, abriendo una nueva tienda de ropas en aquella ciudad, comprando hasta cuatro plantaciones de caña diferentes, cafetales, etc. López adquirió, además, el que fuera el primer vapor de hélice de la marina mercante española, el vapor General Armero y mantuvo una cierta actividad intermediaria en la venta de esclavos. Según su cuñado Francisco Bru, resentido por su distinta suerte en los negocios, en Cuba se le describía como un sujeto cruel y despiadado, para el cual los negocios consistían en explotar al prójimo, y para el que todos los medios eran lícitos —legales o ilegales—, con tal de conseguir beneficios.
Alrededor de 1855, con treinta y ocho años de edad, Antonio López había acumulado una fortuna suficiente con la que quiso regresar a España. Su mujer y sus tres primeros hijos, nacidos los tres en Cuba, habían regresado poco antes, a finales de 1852, tras una epidemia de cólera en la región oriental de la Isla. Desde la capital catalana acabó de dar forma a un gran proyecto empresarial: la constitución de una gran empresa naviera dedicada a la explotación de buques de vapor. Apoyado por tres de sus socios cubanos, pudo crear en 1856 la sociedad Antonio López y Compañía, dedicada en primera instancia a la explotación de varios buques de vapor que cubrían la ruta del mediterráneo, entre Marsella y Cádiz, con escalas intermedias. Una firma naviera cuya base se situó entonces en Alicante.

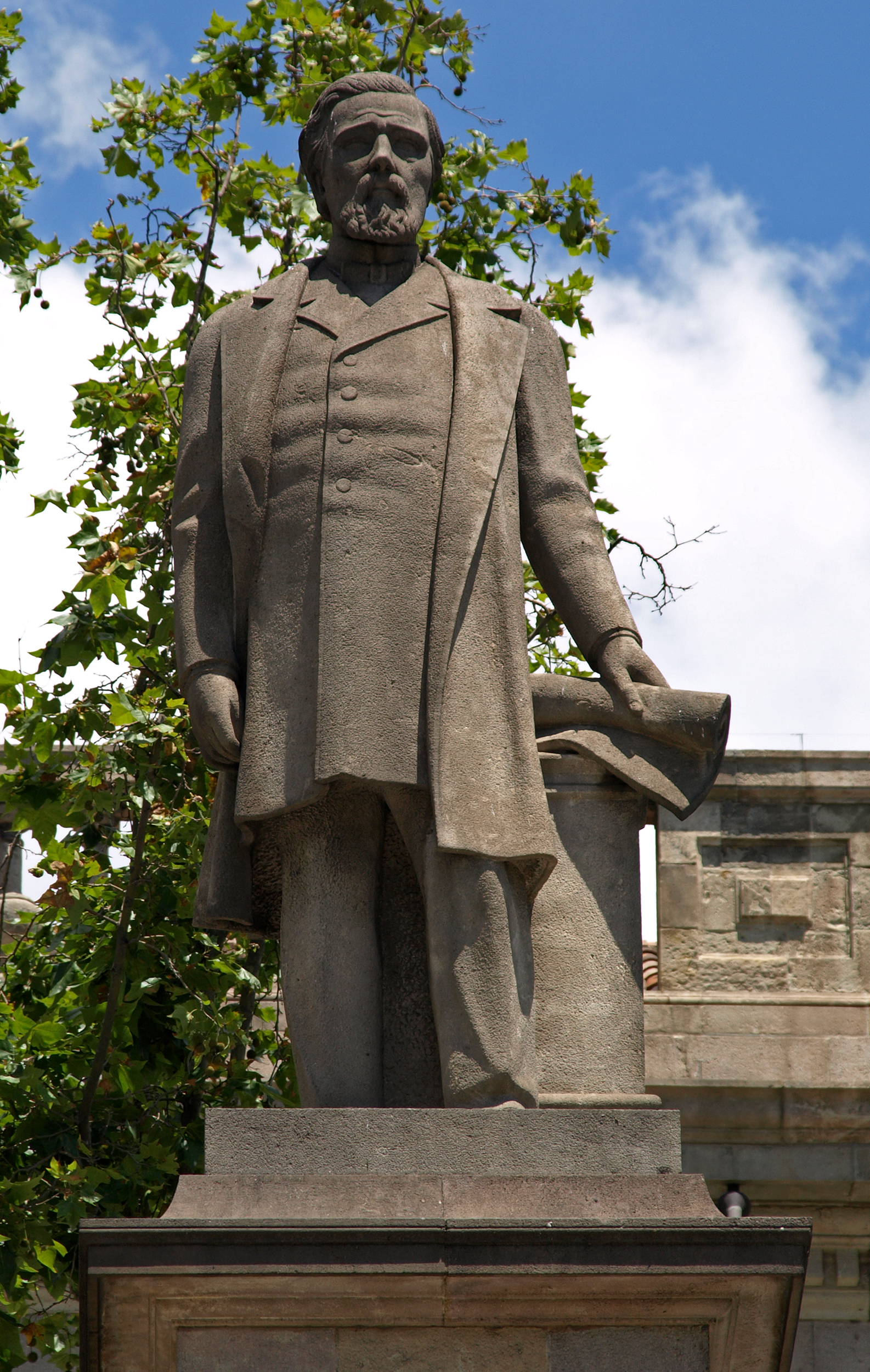
Escultura conocida como A López y López o el El Negro Domingo, dedicada a Antonio López y López en Barcelona antes de su retirada en marzo de 2018.

La oportunidad de participar, junto al gobierno, en el transporte de soldados y pertrechos para la guerra de África (1859-1860) abrió a la naviera López las puertas del contrato oficial de conducción del correo para las Antillas españolas. Así, a partir de 1861, el puerto de Cádiz sustituyó al de Alicante como el principal puerto para la logística de la firma naviera. 
Antonio López participó, en 1863, en la creación de un nuevo banco, el Banco de Crédito Mercantil, una entidad financiera domiciliada en la capital catalana que se preocupó por impulsar diferentes negocios como fueron la urbanización del ensanche de Barcelona, en primer lugar, y la promoción ferroviaria, en segundo término. Así, López participó directamente en la creación de la compañía ferroviaria de Zaragoza a Pamplona y Barcelona. Y más adelante, en 1878, en el proceso que permitió su absorción por la poderosa Compañía de los Caminos de Hierro del Norte de España, de la que López acabó como vicepresidente. Un año aquel en el que López fue ennoblecido con el título de marqués de Comillas por el rey Alfonso XII.
Sin embargo, su principal proyecto empresarial fue la creación de un gran banco, domiciliado asimismo en la capital catalana, el Banco Hispano Colonial. Una entidad financiera que nació en 1876 para captar fondos que ayudasen al gobierno español en su guerra contra los independentistas cubanos y que, a partir de 1880, se transformó en un verdadero banco de negocios. Un banco sobre cuya solidez financiera, su presidente impulsó un verdadero holding empresarial. Consecuencia de esto, su compañía naviera se transformó en la sociedad anónima Compañía Trasatlántica Española, compró plantaciones de tabaco en Cuba y posteriormente realizó inversiones en Filipinas, creando la Compañía General de Tabacos de Filipinas.

### Últimos años
Financió, a propuesta del jesuita Tomás Gómez Carral,  la construcción del Seminario Pontificio de Comillas, predecesor de la Universidad Pontificia Comillas, si bien falleció el año de la colocación de la primera piedra en 1883. Su hijo Claudio López Bru continuó con la iniciativa de su padre. El Seminario fue erigido el 16 de diciembre de 1890 por León XIII y posteriormente convertido en Universidad Pontificia, por medio del Decreto vaticano "Praeclaris honoris argumentas", de la Sagrada Congregación de Estudios, de 19 de marzo de 1904, aprobado por Pío X.
El marqués de Comillas falleció repentinamente el 16 de enero de 1883 en Barcelona por un infarto a los 74 años.

## Títulos y distinciones
El rey Alfonso XII le hizo marqués de Comillas en 1878 y en 1881, le otorgó la dignidad de grande de España. Tuvo de huésped en su casa de Comillas al Rey y su familia durante el veraneo de agosto de 1881 y 1882 (en esa fecha, no estando aún construido el Palacio de Sobrellano, el rey se hospedó en la Casa Ocejo, ornamentada artísticamente para la ocasión).
Fue condecorado, entre otras, con la gran cruz de la Orden de Isabel la Católica y como caballero de la Orden de Carlos III. Alfonso XII, al tener conocimiento de su muerte, sentenció España ha perdido uno de los hombres que más grandes servicios le ha prestado.
En 1884, se inauguró una escultura de enormes proporciones llamada A López y López en Barcelona, creada por algunos de los escultores más destacados de la época.
Tiene a su nombre una calle de Santander,otra en Cádiz,y otra en Madrid.

### Retirada de estatua en Barcelona en 2018
En el siglo XXI su figura volvió a cobrar cierta notoriedad pública: en 2014, la asociación SOS Racisme Catalunya, sugirió cambiar el nombre de la plaza de Antonio López, en Barcelona, por el de Nelson Mandela, aludiendo a la vinculación del marqués de Comillas con la esclavitud. En 2017, la asociación "Tanquem els CIE", que desde hace años persigue el cierre de los Centros de Internamiento de Extranjeros, se concentró en la plaza Antonio López para pedir de nuevo que se le cambiara el nombre. Esta vez propusieron que se convierta en la 'plaza Idrissa Diallo', en memoria del joven de Guinea Conakri fallecido en enero de 2012 en el CIE de la Zona Franca. En 2018, el Ayuntamiento de Barcelona anunció que iba a retirar la estatua de Antonio López de la ciudad al considerar que no se podía homenajear a alguien que se había lucrado de la esclavitud.

El 4 de marzo de 2018 se retiró la polémica estatua de Antonio López y López en Barcelona conocida como A López y López, argumentando que construyó su fortuna sobre el negocio de la trata de esclavos. La estatua estaba situada en la plaza que también llevaba su nombre y que fue cambiado en 2022 (la plaza se llama ahora plaça de correus por un lado, y plaça d'Idrissa Diallo por la otra banda de la Vía Layetana). Según el Ayuntamiento de Barcelona:
Desde 1940 la plaza llevaba el nombre de Antonio López, primer Marqués de Comillas, empresario que se había enriquecido con el tráfico de esclavos durante el siglo XIX. Durante los últimos años, diversas campañas ciudadanas promovieron el cambio de denominación a fin de que llevara el nombre del joven migrante guineano muerto el año 2012. […] El cambio de nombre ha sido reconocido y aprobado por todas las partes implicadas en el ámbito histórico, social y municipal y ya forma parte del nomenclátor actual de la ciudad.